# Julie Richards
Julie Richards, född den 26 september 1970 i Newnan, Georgia, är en amerikansk ryttare.
Hon tog OS-brons i lagtävlingen i fälttävlan i samband med de olympiska ridsporttävlingarna 2004 i Aten.